# Chuck Norris Superkicks
Jogo de caratê lançado para o sistema Atari 2600.  Destaque para a boa apresentação gráfica, roteiro de jogo e variedade de golpes à disposição do jogador. O jogador controlava um carateca (Chuck Norris) que tinha como missão adentrar nos jardins do castelo para chegar ao último estágio, e enfrentar os três lutadores invisíveis, que estão dentro de suas dependências.